# Municipio de Emerson (Arkansas)
El municipio de Emerson (en inglés: Emerson Township) es un municipio ubicado en el condado de Columbia en el estado estadounidense de Arkansas. En el año 2010 tenía una población de 1891 habitantes y una densidad poblacional de 3,53 personas por km².

## Geografía
El municipio de Emerson se encuentra ubicado en las coordenadas 33°5′39″N 93°9′51″O / 33.09417, -93.16417. Según la Oficina del Censo de los Estados Unidos, el municipio tiene una superficie total de 535.2 km², de la cual 534,78 km² corresponden a tierra firme y (0,08 %) 0,42 km² es agua.

## Demografía
Según el censo de 2010, había 1891 personas residiendo en el municipio de Emerson. La densidad de población era de 3,53 hab./km². De los 1891 habitantes, el municipio de Emerson estaba compuesto por el 73,77 % blancos, el 24,06 % eran afroamericanos, el 0,26 % eran amerindios, el 0,21 % eran asiáticos, el 0,9 % eran de otras razas y el 0,79 % eran de una mezcla de razas. Del total de la población el 1,22 % eran hispanos o latinos de cualquier raza.